# Шадов, Альберт Дитрих
Альберт Дитрих Шадов (нем. Albert Dietrich Schadow, также Albrecht Dietrich Schadow; 2 мая 1797, Потсдам — 5 сентября 1869, Берлин) — немецкий архитектор, работавший преимущественно с архитекторами Карлом Фридрихом Шинкелем и Фридрихом Августом Штюлером.

## Биография
Альберт Дитрих — четвёртый ребёнок Фридриха Готлиба Шадова, руководившего комиссией по возведению дворца с 1811 года и до своей смерти в 1831 году. Альберт Дитрих обучался в Берлинской архитектурной академии, участвовал добровольцем в Освободительных войнах в 1813—1816 годах и затем путешествовал по Южной Германии и Верхней Италии.
В последующие годы Альберт Дитрих работал в комиссии по возведению дворца под началом своего отца и при его преемнике Фридрихе Августе Штюлере. В 1838—1839 годах Шадов отправился в поездку по Италии вместе с Фердинандом фон Квастом. Начиная с 1843 года его профессиональная деятельность была в основном связана с Городским дворцом и руководил работами по возведению купола и белого зала. В 1849 году он получил звание главного придворного советника по вопросам строительства и членом Академии художеств. Потеряв зрение, Шадов в 1862 году вышел на пенсию.